# 岡田信 (裁判官)
岡田 信（おかだ まこと、1955年3月11日 - ）は、日本の裁判官。福岡高等裁判所宮崎支部長や、福岡高等裁判所部総括判事を務めた。

## 人物・経歴
金沢大学卒業後、大阪地方裁判所判事補、長野地方裁判所判事補、神戸地方裁判所判事補、鹿児島地方裁判所鹿屋支部判事補、大阪地方裁判所判事、福岡地方裁判所行橋支部判事、徳島地方裁判所部総括判事、神戸地方裁判所部総括判事、大阪高等裁判所判事、大阪家庭裁判所部総括判事、福岡高等裁判所宮崎支部長、福岡高等裁判所部総括判事等を歴任した。

## 裁判
- 神戸地裁の裁判長を努めていた2012年1月11日、JR福知山線脱線事故で業務上過失致死傷罪に問われた山崎正夫元JR西日本社長に対し、「事故を予見できる可能性はなかった」として、無罪判決を出した[2]。
- 福岡地裁の裁判長を務めていた2018年2月6日、飯塚事件で死刑が確定した元死刑囚（2008年に死刑執行）の再審請求即時抗告審で、「犯人であることは合理的な疑いを超えた高度の立証がされている」として、再審を認めない決定をした[3][4]。